# Дом Монтгомери
Монтгомери — несколько знатных англонормандских, французских и шотландских родов. Долгое время считалось, что шотландские Монтгомери являются ветвью англонормандского рода, но в настоящее время утвердилось предположение, что шотландский клан своим названием обязан валлийскому замку Монтгомери. К этому же клану восходит и французский род Монтгомери.

## История
Первым известным представителем рода был норманнский рыцарь Роджер (I), чьи владения находились в центральной части Нормандии, главным образом в долине реки Дива. Он служил Роберту Дьяволу и был женат на его двоюродной сестре. Взлёт рода произошёл при третьем сыне Роджера (I) — Роджере II. Тот после нормандского завоевания Англии стал графом Шрусбери и отцом большого семейства.
В разное время Монтгомери (потомки Роджера II) были графами Шрусбери в 1075—1102, сеньорами Беллема 1082—1113, графами Понтье в 1100—1221, графами Алансона в 1171—1212 (сеньоры с 1082), графами Ла-Марша 1098—1178, а также графами Эглинтона с 1508- (лорды в 1449—1508).
Монтгомери принимали активное участие в политике. Отчасти поэтому уже при сыновьях Роджера II род начал слабеть: они утратили владения в центральной Англии.

## Известные представители
- Роджер (I) (- ок 1048) первый представитель рода
- Гильем (−1035/к 1048), сын Роджера (I). Убил Осберна де Крепона, одного из опекунов Вильгельма Завоевателя
- Роджер II (ок. 1035—1094) 1-й граф Шрусбери. Один из советников Вильгельма Завоевателя. Управлял Нормандией во время нормандского завоевания Англии
- Роберт де Беллем (1052—1130), граф Шрусбери в 1098—1102 годы, граф Понтье в 1100—1112 годы. Сторонник сына Вильгельма Роберта Куртгёза.
- Роже Пуатевинец (ум. между 1122 и 1140). Поддержал Вильгельма Рыжего, во время восстания 1088 года. Основатель ла-маршской ветви Монтгомери.
- Филипп Грамматик (-1099) участник первого крестового похода. Погиб у Антиохии.
- Арнульф (ок. 1068—1118/1122), лорд Пембрука и сеньор Холдернесс. К нему возводил свой род шотландский клан Монтгомери.

### Ветвь Понтье и Алансон[1]
- Гийом I Тальвас (- 1171), граф Понтье в 1106/1110-1126. Участник второго крестового похода. Выступал противником английского короля Генриха Боклерка
- Жан I де Понтье ( — 1191), граф Понтье с 1147 года. Внук предыдущего. Участник третьего крестового похода.
- Мария (до 17 апреля 1199 — сентябрь 1250), графиня Понтье с 1221 по 1250 год.
- Роберт I (ум. 18 сентября 1217) — граф Алансона с 1191 года. Участвовал в борьбе Капетингов и Плантагенетов, на стороне французов.

### Ла-Маршская ветвь[2]
- Адальберт IV граф Ла Марш в 1172—1177 годы. Продал графство Генриху II Плантагенету.

## Клан Монтгомери
Основателем клана Монтгомери был Роберт де Монтгомери (ум. ок. 1178).  Долгое время его считали потомком графов Шрусбери, но в настоящее время утвердилось предположение, что своим происхождением название клана обязано валлийскому замку Монтгомери. Получил во владение земли Иглешэм в Шотландии. Один из его потомков, Александр Монтгомери (умер около 1470) получил в 1446 году титул лорда Монтгомери. Внук последнего, Хью Монтгомери, 3-й лорд Монтгомери (умер в 1545), получил в 1507 году титул графа Эглинтона, который его потомки носят и в настоящее время.
Одна из ветвей этого рода переселилась во Францию. Рене Монтгомери (умер 1486), внук Александра Монтгомери, стал сеньором де Лорж. Его внук Габриэль I де Лорж, граф де Монтгомери (5 мая 1530 — 26 июня 1574), случайно убил на рыцарском турнире французского короля Генриха II.
Также из клана происходят:
- Монтгомери, Ричард (1736—1775) — военачальник, участник Семилетней войны и Войны за независимость США.

- Центры владений Монтгомери на территории Нормандии. Конец XI века
- Графство Шрусбери ок. 1087
- Графство Понтьё на карте Франции 12 века
- Графство Ла Марш на карте Аквитании.

## Генеалогия ранних Монтгомери
```
Роджер (I)
 
(-ок 1048)
│ 
│
├─> Гуго (- 1035/к 1048)
│
├─> Роберт
│
├─> 
Роджер II
 (ок. 1035 - 1094), с 1075 
граф Шрусбери
 
│   │ 1 жена 
Мабель де Беллем
 ( - 1079)
│   │ 2 жена Аделаида де Ле Пюизе
│   │
│   ├─> Роджер  (-1066)
│   │
│   ├─> 
Роберт де Беллем
 (1052 - 1130), 
граф Шрусбери
 в 1098-1102 годы, 
граф Понтье
 в 1100-1112 годы  
│   │   │ жуж Агнессы дочери 
Ги I де Понтье

│   │   │
│   │   ├─>  
Гийом I Тальвас
 (- 1171), граф Понтье в 1106/1110-1126. 
Предок графов Понтье и графов Алансона
[
1
]

│   │   └─>  Андре Монтгомери.
│   │
│   │
│   ├─> 
Гуго
 (- 1098), 
граф Шрусбери
 с 1094 года 
│   │
│   ├─> 
Роже Пуатевинец
 (ум. между 1122 и 1140) м Альмодис дочери Одбера II, графа де Ла Марш. 
Граф Ла Марш
 в 1113 - 1123 годы.  
│   │ 
Предок ла-маршской ветви
[
2
]

│   │
│   ├─> 
Филлип Грамматик
 (-1099), погиб у Антиохии. 
│   │    └─>  
Матильда
. 
Абатисса в Альменеше
[фр.]
  с 1113 года
│   ├─> 
Арнульф
 (ок. 1068 — 1118/1122), лорд Пембрука до 1102 года и сеньор Холдернесс в 1095-1102 годы. 
Предок шотландского 
клана Монтгомери

│   │ 
│   ├─> 
Эмма
 (-1113), 
Абатисса в Альменеше
[фр.]
  в 1074-1113
│   │
│   ├─> 
Матильда
 ( - ок. 1085) Жена 
Роберта
, 
графа Мортен
, 
графа Корнуолл
 брата 
Вильгельма Завоевателя

│   │   
│   │
│   ├─> 
Мабель
 (-1132) жена Жерве, сеньора 
Шатонеф ан Тимере
[фр.]
 
│   ├─> 
Сибилла
 жена 
Роберта
, лорда Глостера и лорда Гламоргана.  
│   │
│   │   От второй жены:
│   └─> Эверар (-1135/1136)
│
├─> Гильем ( -1035/к 1048)
│
└─> Гилберт( -ок. 1064)
```